# Makljenovac
Makljenovac je naseljeno mjesto, entitetskom linijom podijeljeno između općine Usora, Federacija Bosne i Hercegovine i Doboj, Republika Srpska, BiH.

## Povijest
Nastalo je za vrijeme socijalističke BiH spajanjem naselja Makljenovca Hrvatskog s naseljem Makljenovcem Muslimanskim.
Selo se do rata u Bosni i Hercegovini nalazilo u sastavu općine Doboja.

## Stanovništvo
| Makljenovac        |                |              |              |
| godina popisa      | 1991.          | 1981.        | 1971.        |
| Muslimani          | 1.135 (52,44%) | 943 (45,84%) | 891 (52,25%) |
| Hrvati             | 753 (34,79%)   | 801 (38,94%) | 776 (45,51%) |
| Srbi               | 93 (4,29%)     | 90 (4,37%)   | 27 (1,58%)   |
| Jugoslaveni        | 120 (5,54%)    | 202 (9,82%)  | 6 (0,35%)    |
| ostali i nepoznato | 63 (2,91%)     | 21 (1,02%)   | 5 (0,29%)    |
| ukupno             | 2.164          | 2.057        | 1.705        |

## Šport
Od 1999. održava se malonogometni Memorijalni turnir Makljenovac.